# Paris Games Week
Paris Games Week (abreviado PGW) es un salón anual dedicado a los videojuegos, creado en 2008, cuya primera edición se ha desarrollado del 27 al 31 de octubre de 2010 y está organizado por el Sindicato de los editores de softwares de ocios (SELL). La decisión de crear este salón ha sido tomado por este último, que ve que el salón mayor del videojuego en Francia, el Festival del Videojuego, a pesar de su éxito, no correspondía  a sus esperas.
Con 304 000 visitantes para la edición de 2017, el salón es a partir de ahora miembro del Top 5 mundial de los salones de videojuegos, ante el E3 a Estados Unidos (68 400 visitantes en 2017) y el Tokio Game Show (271 000 visitantes en 2016), pero detrás de la Gamescom en Alemania (345 000 visitantes en 2015) y el Taipei Game Show (430 000 visitantes en 2015).

## Historia
Antes de la creación de la París Games Week, existían en Francia dos grandes salones anuales dedicados a los videojuegos: el Micromania Game Show (MGS), creado en 2002 por la cadena especializada Micromania, y el Festival du Jeu Vidéo (FJELD), creado en 2006 por la empresa de eventos Games Fed. Ambos eventos tenían el mismo objetivo, se celebraban en la Isla de Francia y se organizaban en otoño. Sin embargo, a pesar del aumento de asistencia a lo largo de los años, fueron incapaces de reunir un número suficiente de exclusivas y juegos que pudieran disfrutarse en otros eventos de talla mundial, como la Electronic Entertainment Expo (E3) o el Tokyo Game Show (TGS).
En 2009, el Syndicat des éditeurs de logiciels de loisirs (SELL) se asoció con el Festival du Jeu Vidéo, lo que le otorgó una serie de derechos exclusivos sobre el salón y le permitió alcanzar cifras récord de asistencia. Pero en marzo de 2010, a pesar del éxito del FJV, la SELL decidió ir por libre y organizar su propia feria de videojuegos. Esta decisión es bastante similar a la tomada por la Games Convention alemana en 2009, cuando el sindicato alemán de editores decidió organizar su propio salón, Gamescom, al mismo tiempo que la Games Convention, y reunir a todos los grandes editores de videojuegos en este nuevo salón de mayor envergadura. Games Convention se salvó gracias a un cambio radical de orientación, centrándose ahora en los juegos en línea. Gamescom, por su parte, se convirtió en la feria de videojuegos más concurrida del mundo, con más de 250 000 visitantes al año.
El nuevo salón SELL toma oficialmente el nombre inglés de Paris Games Week el 10 de junio de 2010, y su objetivo es claro: convertirse en el salón del videojuego de referencia en Francia. Para conseguirlo, la estrategia es la misma que para gamescom: organizar el salón al mismo tiempo que el Micromania Game Show, y traer a todos los grandes editores (como Electronic Arts, Activision, Ubisoft...) para no dejar nada al Video Game Festival. La agresiva estrategia de marketing dio sus frutos, ya que el MGS 2010 se celebró en un solo día, utilizando la infraestructura de la Paris Games Week una vez terminada ésta, y el FJV, a pesar de contar con un mayor número de inscripciones que el año anterior, decepcionó a muchos visitantes, convencidos de que podrían jugar a las últimas novedades de la industria de los videojuegos, como el año anterior. El camino estaba allanado para la Paris Games Week, que, centrándose en el gran público (e invitando a personalidades famosas como Sébastien Loeb), consiguió lanzarse, con 56 587 visitantes.
Al año siguiente, en 2011, la Paris Games Week triunfó en su intento de convertirse en el salón de videojuegos de referencia en Francia: el Video Game Festival fue «absorbido» por la PGW, con la inclusión de un espacio dedicado a la creación francesa, y el Micromania Game Show desapareció, para ser sustituido por un nuevo concepto, el Micromania Games Tour. En cuanto a la PGW, amplía y multiplica sus colaboraciones, incluyendo las finales del FISE y de la Copa del Mundo de Videojuegos, al tiempo que mantiene su enfoque en la exposición de videojuegos recientes y futuros.